# プロレフィード
プロレフィード（英:prolefeed 直訳:プロールの餌）とは、ジョージ・オーウェルの小説「1984年」で使われるニュースピークの言葉。 

## 概要
プロレフィードは真理省がプロール（プロレタリア、プロレ）向けに供給する、人畜無害な内容の文学、劇、映画、音楽などの表面的な娯楽である。
作中の社会ではプロールの知的水準は低く抑えられ、読み書きの出来るプロールは全体の40％程度である。党の方針として、プロールに「余計な」知識を与えるのは好ましくないと考えられている。党はプロールに対して党のイデオロギーを普及させる必要性すら認めていない。プロールは純粋な愛国心だけを持っていれば良いとされる。また、プロールの関心の対象は映画、サッカー、ビール、ギャンブルで占められている。
一方で、プロールに対してプロレフィードと呼ばれる娯楽は、ふんだんに供給されている。「スポーツと犯罪と星占いくらいしか掲載していないくず新聞」「扇情的な安っぽい立ち読み小説」「セックス描写だらけの映画」「まったく機械的な方法で作られるセンチメンタルな歌」などである。なお、作中世界で大きな役割を果たしている「テレスクリーン」を保有しているプロールは非常に少なく、「テレスクリーン」はプロールの生活にまでは普及していない。これらの娯楽を虚構局では（比喩ではなく事実として）機械的に作成している。小説は小説執筆機という機械で作製されて、最終的な仕上げの作業だけが書き換え班による人間の力で行われる。歌も音楽局により韻文作成機と呼ばれる巨大な万華鏡のような機械で作られる。これらの文学、劇、映画、音楽は、ジャムや靴紐と同じように供給されなければならない「商品」と考えられている。